# Quimbaya (ètnia)

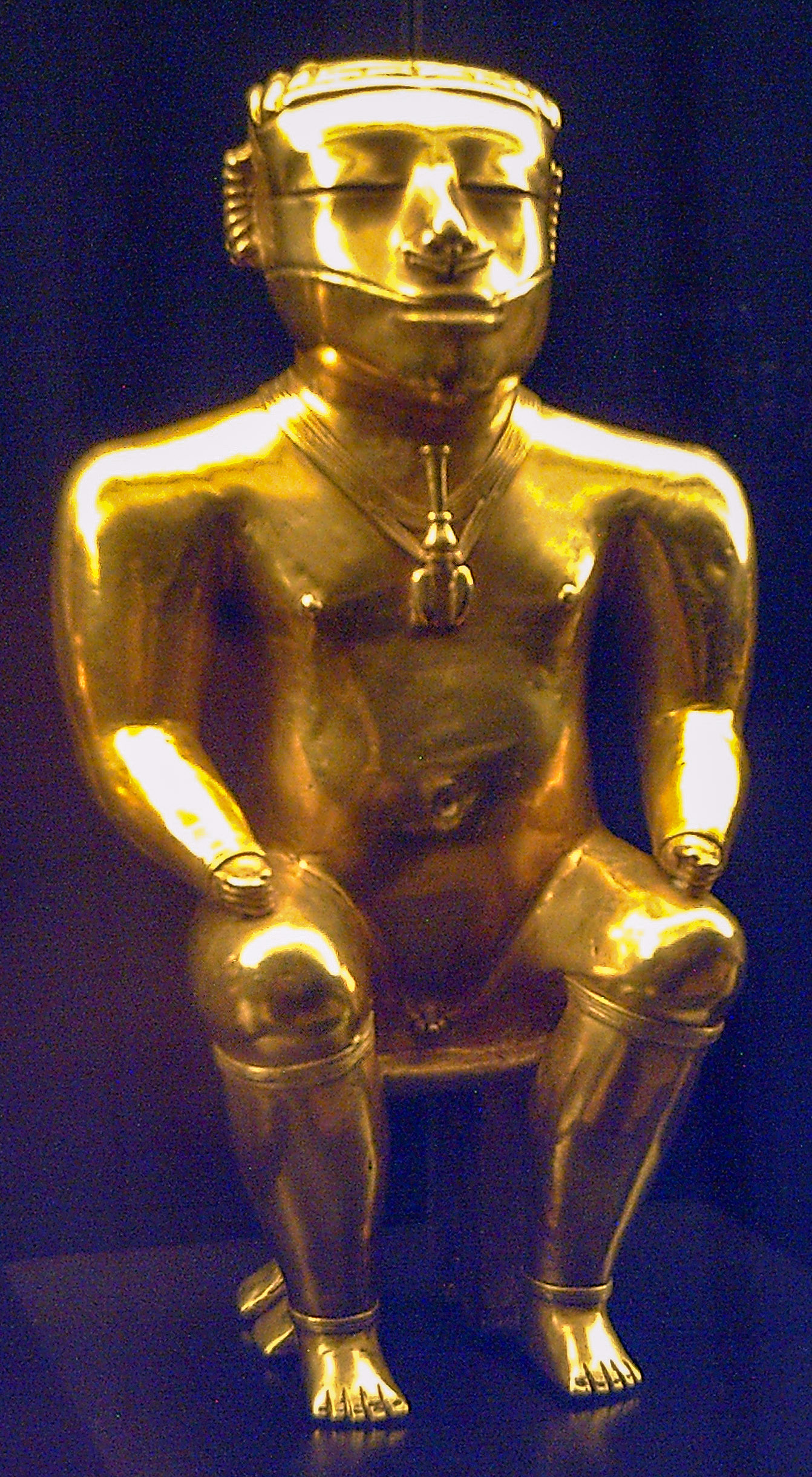
Estatueta Cacic Quimbaya, realitzada en or (Museo de América, Madrid).

Els quimbaya van ser un poble indígena colombià conegut per la seva producció de peces de or d'alta qualitat i bellesa. Cap a l'any 1530 els quimbaya van presentar una fèrria resistència a la dominació espanyola, que va continuar fins a 1567, quan amb ajuda d'altres grups indígenes de l'acabat de fundar Nova Granada van tractar infructuosament d'oposar-se a l'explotació colonial.

## Organització administrativa

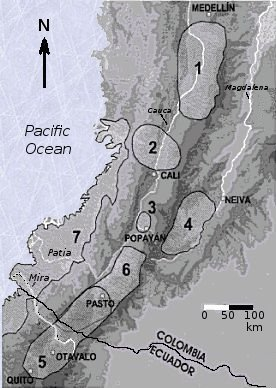
Cultures precolombines del sud-occident colombià. La cultura Quimbaya és la número 1.

Quan van arribar els espanyols, van usar el nom de 'quimbaya', per a designar de manera genèrica a cultures indígenes de característiques diverses però que ocupaven àrees del que avui es coneix a Colòmbia com el Eix cafeter, als departaments de Caldas (sud: Chinchiná, Palestina, Villamaría, Manizales), Risaralda (sud: Pereira, Marsella, Santa Rosa) i Quindío (nord: Armenia, Quimbaya, Montenegro, La Tebaida, Salento, Circasia) als municipis de Cartago i Obando, al nord del Valle del Cauca. El terme quimbaya ha estat usat pels arqueòlegs, per a designar cultures que fins i tot a l'arribada dels espanyols estaven extintes i que possiblement van ser desplaçades per pobles que van arribar després.

## Desenvolupament històric
L'estudi del desenvolupament cultural Quimbaya es divideix en dos períodes, el Primerenc o Clàssic (500 aC. -600 dC) i el Tardà (800-1600 dC). El període Clàssic es va caracteritzar per l'adopció d'una manera de vida predominantment agrícola, així com l'adopció de tecnologies com la producció de ceràmica i la fosa de metalls.
Durant el període clàssic, l'orfebreria quimbaya aconsegueix la seva maduresa amb la producció de figurillas, tant realistes com estilitzades, de diversos animals, dels quals els més representats van ser caragols i insectes en metamorfosis, com a pupes de papallona, que van poder tenir significats relacionats amb els cicles de la naturalesa i la societat.
Després d'una aparent pausa en el desenvolupament artístic quimbaya en el segle vii, els habitants de la regió tornen a reprendre la producció d'orfebreria i altres objectes artesanals, encara que ara amb un estil caracteritzat per formes geomètriques simples i decoracions esquemàtiques. Així mateix aquest període veu un important auge en les tècniques de filat de cotó i en el desenvolupament de nous estils ceràmics a la regió del Cauca.

### Invasió hispànica
La conquesta espanyola del territori quimbaya va començar en 1539 i va sotmetre als indígenes al servei dels encomenderos. El 1542 es va produir la primera rebel·lió quimbaya i el 1557 la segona, que va arribar a adquirir majors dimensions. Derrotades aquestes es va produir una continuada disminució de la població quimbaya, de manera que per a 1559 ja havien desaparegut, almenys, el 55% dels cacicats. Els treballs forçats, la desnutrició, les malalties i finalment la guerra dels pijaos contra els espanyols, de la qual van ser víctimes, van acabar de delmar-los, de manera que l'últim cens dels quimbaya, en 1628, va registrar a penes 69 tributaris, en una zona on en 1539 es van registrar 20.000.

## Economia

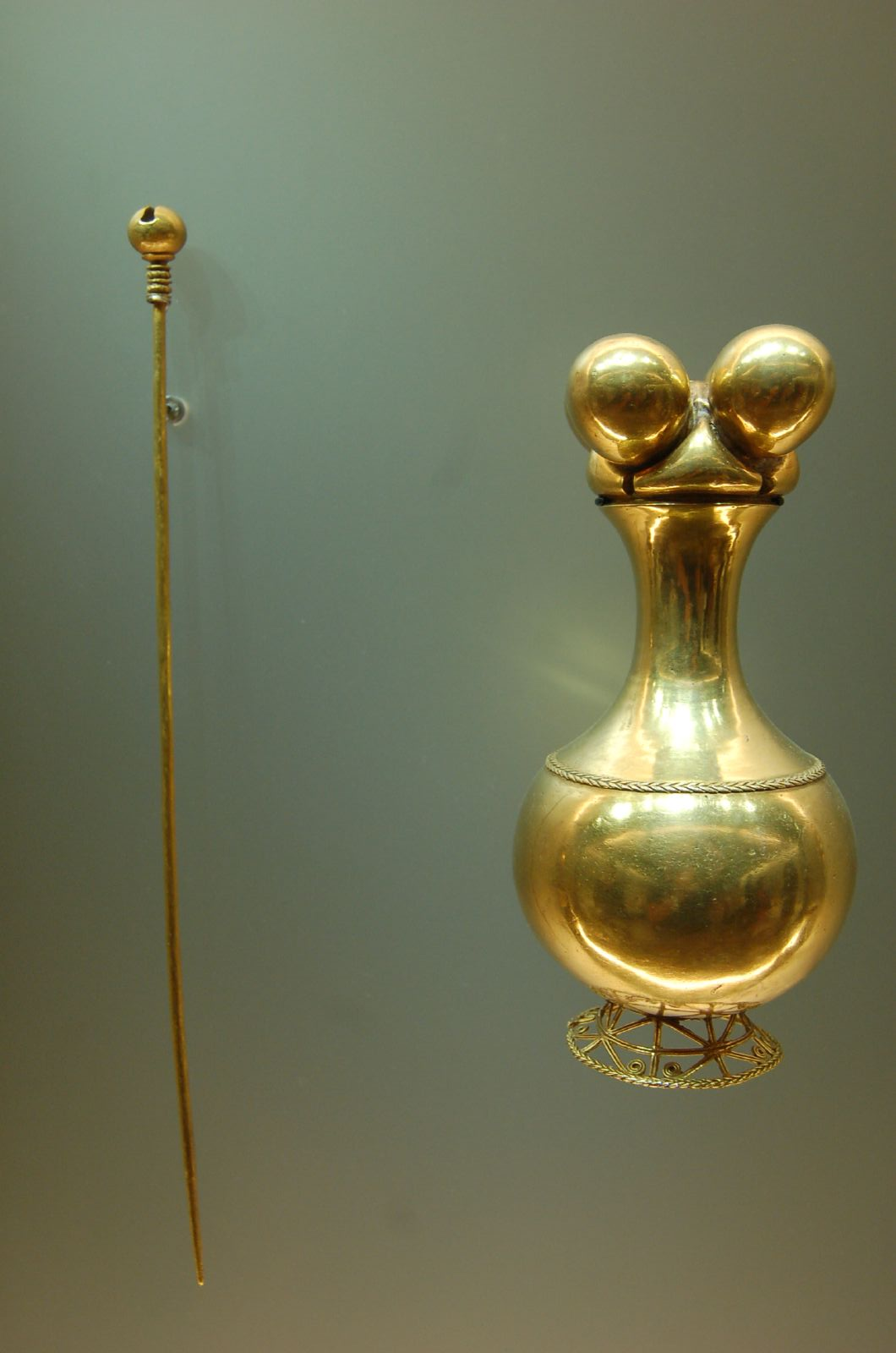
Poporo quimbaya, Museu de l'Or, Bogotà.

Vivint en el clima tropical temperat d'eix cafeter van poder conrear una gran varietat de productes: blat de moro i iuca, com a base alimentària, alvocats, guaiaba. Es nodrien també de la pesca i caça, i eren excel·lents agricultors, amb el que la terra els donava. Eren també intensos caçadors. La caça els proporcionava carn de conill i de cérvol en abundància, però també, que se sàpiga, van caçar zarigüeyas, dantas, armadillos, guineus i pecarís, entre altres animals els vestigis dels quals han estat trobats.
La mineria era fonamentalment cuprífera. Van desenvolupar tècniques de metal·lúrgia avançades per a processar l'or d'una manera satisfeta d'estètica i fins acabats. Les abundants peces quimbaya que s'han trobat són motiu d'admiració per als visitants d'incomptables museus colombians i estrangers; el nom «quimbaya» s'ha convertit en un terme tradicional genèric per a referir-se a moltes de les produccions i objectes trobats en aquesta zona geogràfica, així no provinguin rigorosament de l'ètnia mateixa i provinguin de diferents èpoques en el temps.
Com a industrials es van destacar a més de la producció de peces d'orfebreria, en la fabricació d'oli per a enllumenat, i en la seva indústria tèxtil, de la qual no han sobreviscut peces donades les condicions geològiques inadequades necessàries per a la seva preservació. La confecció de mantes de cotó era, en realitat, la seva principal indústria. Com a comerciants, intercanviaven les seves peces d'orfebreria, mantes, tèxtils i or, amb pobles del veïnat i fins i tot llunyans. A destacar, està també l'explotació i el comerç que feien amb la sal, extreta dels rius mitjançant tècniques d'ebullició d'aigua sota el foc i la bela

## Cultura i costums

### Pràctiques funeràries
Prestaven molta atenció a les seves pràctiques funeràries, i les construccions de tombes quimbaya testimonien aquesta afirmació perquè, en veritat, van elaborar una enorme varietat de tombes diferents d'acord amb l'específic de cada enterrament, en el qual sempre s'incloïen les ofrenes que haurien d'acompanyar al difunt en el seu pas a l'altra vida, inclosos queviures i armes per a fer-li-ho més fàcil. En les tombes també van enterrar la majoria dels objectes d'or precolombins, elements personals del mort i alguns altres elements sagrats.
Es discuteix si els quimbaya practicaven l'antropofàgia ritual amb els seus enemics de guerra, en festivitats o celebracions molt especials. Aquest canibalisme tindria significats simbòlics relacionats amb la derrota i venjança dels seus enemics o amb l'apropiació de l'esperit. No obstant això, en el cas dels quimbaya, les cròniques que es refereixen el canibalisme es basen en un sol testimoniatge sobre dos suposats casos. Exhibien caps humans com a trofeus penjades de canyes en la plaça.

### Orfebreria
Una de les activitats que més famosos ha fet als quimbaya és la seva luxosa orfebreria, ja que aquesta gaudeix d'una increïble bellesa i alhora d'una tècnica perfecta. Van desenvolupar sistemes de metal·lúrgia per a combinar coure amb l'or que no abundava a la seva regió (a diferència d'altres zones del país). Aquesta combinació d'or i coure, anomenada «tumbaga», no restaria per a res atractiu, lluentor i durabilitat de les seves magnífiques peces, d'una vivacitat espectacular. Els quimbayas també van fer que una d'elles es popularitzés molt, els famosos «pop ors». La seva orfebreria és de la més importants d'Amèrica donada l'exquisida bellesa de les peces expressada mitjançant uns molt ben desenvolupats mètodes metal·lúrgics.
La seva manera de fondre per a obtenir el grau exacte d'or i coure per a mantenir una puresa alta, fins i tot es desconeix com es va aconseguir tal qualitat ja que necessitarien forns que aconseguirien els mil graus centígrads per a fondre aquestes peces.

### Unes altres
Un altre lloc interessant on es pot trobar gravats i petroglifs dels Quimbaya és al parc natural de les Pedres Marcades, conegut també com La Marcada. Se situa en el corriol Alto del Toro en el municipi de Dosquebradas Risaralda (Colòmbia). Les pedres són un autèntic misteri ja que ningú sap exactament la seva antiguitat ni el seu veritable significat. Són pedres granítiques de gran duresa i en la seva superfície es troben gran quantitat de gravats com a espirals, estrelles, constel·lacions, planetes i altres símbols estranys; es pot tractar d'algun missatge dels déus que es va quedar plasmat per a la posteritat en la dura roca. El Parc de les Pedres Marcades és un dels parcs més desconeguts i menyspreats pels estudiosos de les tribus colombianes, més interessades en les obres orfebres i d'argila que en l'art lític. Uns altres han relacionat les marques amb constel·lacions i fins i tot es relacionen amb els artefactes quimbaya, i la seva misteriosa procedència; no se sap realment per què es van trobar algunes en les ribes del riu Otún quan unes altres s'han trobat als marges del Cauca o del Magdalena.

## Organització social
Estaven organitzats en cacicats, cadascun compost, segons s'estima, per 200 súbdits. Es calcula que els cacicats s'aproximaven a cent i es confederaven en juntes per a l'economia o la guerra 